# Borgoricco
Borgoricco es una comuna italiana, de 8163 habitantes, de la provincia de Padua.

## Evolución demográfica
| Gráfica de evolución demográfica de Borgoricco entre 1861 y 2001 |
|                                                                  |
| Fuente ISTAT - elaboración gráfica de Wikipedia                  |

## Lugares de interés
- Villa Bressanin y su jardín.
- Iglesia de S. Leonardo.
- Iglesia de S. Eufemia.
- Iglesia de S. Miguel.
- Iglesia de San Giuliano, único ejemplo medieval de la zona.
- Iglesia de San Nicolò di Favariego.
- Iglesia del Santo Rosario de Straelle
- Centro cultural islámico “Il pentimento”
- Municipio e centro cívico de Aldo Rossi.